# 유재호 (축구 선수)
유재호(1989년 5월 7일 ~ )는 대한민국의 축구 선수이다. 포지션은 수비수이다.